# 越中三鄉站
越中三鄉站（日语：／ Etchū-Sangō eki */?）是隸屬於富山地方鐵道的鐵路車站，座落於富山縣富山市水橋開發，現時停靠急行及普通列車，為無人車站。車站位於富山市邊沿，附近為較疏落的民居且空置土地較多，就算是未合併入富山市前的「水橋町」，也是位處邊沿部份，與舊水橋町中心或是原JR（現愛之風富山鐵道）水橋站相距甚遠，乘車人數相對較少。

## 車站結構
設有側式月台2座，有效長度原為4輛，除靠近越中舟橋方向約1節車廂長度設有簡易上蓋外，其餘皆為露天配置。

### 月台配置
| 月台           | 路線          | 方向 | 目的地                                                 | 備註 |
| -------------- | ------------- | ---- | ------------------------------------------------------ | ---- |
| 1 （遠離站舍） | ■本線 ■立山線 | 上行 | 電鐵富山方向                                           |      |
| 2 （靠近站舍） | ■本線         | 下行 | 越中舟橋、上市、中滑川、電鐵黑部、舌山、宇奈月溫泉方向 |      |
| 2 （靠近站舍） | ■立山線       | 下行 | 岩峅寺、立山方向                                       |      |

## 相鄰車站
富山地方鐵道
■本線、■立山線
特急「宇奈月」、快速急行
通過
快速、普通
越中荏原（T05）－越中三鄉（T06）－越中舟橋（T07）

## 外部連結
- 富山地方鐵道越中三鄉站公式網頁。 （页面存档备份，存于）（日語）